# گوزن شرقی
گوزن شرقی (نام علمی: Cervus canadensis canadensis) نام یک زیرگونه منقرض‌شده از گونه الک است که امروزه نسل آن منقرض شده است.